# Tim Vößing
Tim Vößing (* 15. September 1998 in Essen) ist ein deutscher Profiboxer, und ist seit dem 15. Juli 2022 Juniorenweltmeister (WBO) und seit dem 14. Mai 2022 Deutscher Meister (BDB) im Cruisergewicht sowie internationaler Deutscher Meister (BDB) seit dem 6. Mai 2023.

## Leben
Tim Vößing wurde am 15. September 1998 in Essen geboren und ist dort zur Schule gegangen. 2017 hat er sein Abitur am Grashofgymnasium in Essen erworben. Im Jahr 2021 schloss er parallel zu seiner Karriere als Profiboxer sein Bachelorstudium in Elektrotechnik und Informationstechnik an der Ruhr-Universität Bochum ab. 2024 folgte dort der Masterabschluss mit Spezialisierung auf Energiesystemtechnik. Derzeit strebt er an der Ruhr-Universität Bochum seine Promotion in Elektrotechnik an, neben seiner Tätigkeit im Familienunternehmen Vößing Elektrotechnik GmbH in Essen.

## Profikarriere
Im September 2019 debütierte Vößing als Profiboxer. Er begann seine Profikarriere für den Boxstall Boxing Industry in Essen unter seinem Trainer Sebastian Tlatlik. In seinem Debüt am 14. September 2019 kämpfte er in der Grugahalle in Essen gegen den Deutschen Werner Rauhbach, welcher seinen vierten Kampf absolvierte. Vößing gewann den auf vier Runden angesetzten Kampf in der ersten Runde durch KO. Seinen zweiten Kampf am 23. November 2019 gewann er in der dritten Runde durch TKO gegen den Rumänen Cornel Paul Cristea. Im dritten und viertem Kampf am 19. März 2020 und 15. Dezember 2020 bezwang er zwei Mal den deutschen Dominik Tietz per einstimmigen Punktentscheid und sicherte sich dadurch den Titel Junioren Deutscher Meister der German Boxing Association(GBA). Am 30. Januar 2021 gewann er seinen fünften Kampf gegen den deutschen Debütanten Fehmi Colak durch KO in der ersten Runde. Gegen den Georgier Geriso Aduashvili und den Tajiken Muhammadjon Hayotov errung er am 9. Juli 2021 und am 11. September 2021 jeweils Punktsiege.
Am Ende des Jahres 2021 erfolgte die Aufnahme in das Team Deutschland durch SES Boxing.
Gegen den bis dahin unbesiegten Deutschen Maximilian Schnell (5-0) gewann er am 14. Mai 2022 den Titel des Deutschen Meisters vom Bund Deutscher Berufsboxer (BDB) im Cruisergewicht. Vößing gewann diesen Kampf nach 10 Runden einstimmig durch Punktentscheid (100:90, 100:90, 100:90). Seinen neunten Kampf gewann er gegen den Deutschen Robin Hardrick (7-2) in der vierten von zehn Runden durch TKO und kürte sich somit vorzeitig zum WBO-Juniorenwelteister. Am 26. November 2022 blieb Vößing auch in seinem 10 Kampf als Profi unbesiegt, nach dem sein Gegner Benjamin Skender aus Bosnien nach der zweiten Runde aufgab.
Im September 2022 wurde er beim HERQUL Boxaward als Youngster des Jahres 2022 geehrt. Mit dem Youngstar Award werden junge Athleten ausgezeichnet, die nicht nur im Boxsport erfolgreich sind, sondern auch in ihrem persönlichen und beruflichen Leben herausragende Leistungen erbracht haben und somit als Vorbildrolle fungieren sollen.
Am 3. April 2023 bestritt Vößing seinen 11. Profikampf und den ersten im Ausland. Im Stanglwirt in Österreich im Ort Going am Wilden Kaiser gewann der gegen Kevin Still durch K.o in Runde 2. Im Mai desselben Jahres erzielte er im Vorprogramm der von SES-Boxing veranstalteten Europameisterschaft zwischen Elias Essaoudi und Ronny Gabel den Gewinn der Internationalen Deutschen Meisterschaft des Bund Deutscher Berufsboxer. Diesen Titel verteidigte er noch im selben Jahr mit einem Punktsieg über Oliver Althof im Rahmen der Gentleman Boxing Gala in Essen sowie ein weiteres Mal im Bio-Hotel Stanglwirt in Österreich.

## Liste der Profikämpfe
| Jahr | Tag            | Gegner              | Ergebnis | Typ       | Runden | Ort                                          | Austragungsland | Anmerkung                                                                        |
| ---- | -------------- | ------------------- | -------- | --------- | ------ | -------------------------------------------- | --------------- | -------------------------------------------------------------------------------- |
| 2019 | 14. September  | Werner Rauhbach     | Sieg     | KO        | 1/4    | Grugahalle, Essen                            | Deutschland     |                                                                                  |
| 2019 | 23. November   | Cornel Paul Cristea | Sieg     | TKO       | 3/4    | Recover Fight Club, Neuss                    | Deutschland     |                                                                                  |
| 2020 | 19. März       | Dominik Tietz       | Sieg     | Punktsieg | 8/8    | Fightclub, Wuppertal                         | Deutschland     |                                                                                  |
| 2020 | 15. Dezember   | Dominik Tietz       | Sieg     | Punktsieg | 8/8    | Chorforum, Essen                             | Deutschland     |                                                                                  |
| 2021 | 30. Januar     | Fehmi Colak         | Sieg     | KO        | 1/4    | Fightclub, Wuppertal                         | Deutschland     |                                                                                  |
| 2021 | 09. Juli       | Geriso Aduashvili   | Sieg     | Punktsieg | 6/6    | Flughafen Essen/Mülheim, Mülheim an der Ruhr | Deutschland     |                                                                                  |
| 2021 | 011. September | Muhammadjon Hayotov | Sieg     | Punktsieg | 6/6    | Dubois-Arena, Essen                          | Deutschland     |                                                                                  |
| 2022 | 014. Mai       | Maximilian Schnell  | Sieg     | Punktsieg | 10/10  | Seebühne Elbauenpark, Magdeburg              | Deutschland     | Kampf um die Deutsche Meisterschaft (BDB) im Cruisergewicht                      |
| 2022 | 015. Juli      | Robin Hardrick      | Sieg     | TKO       | 4/10   | Chorforum, Essen                             | Deutschland     | Kampf um Juniorenweltmeisterschaft der WBO                                       |
| 2022 | 026. November  | Benjamin Skender    | Sieg     | RTD       | 2/8    | Chorforum, Essen                             | Deutschland     |                                                                                  |
| 2023 | 004. April     | Kevin Still         | Sieg     | KO        | 2/6    | Stanglwirt, Kitzbühel                        | Österreich      |                                                                                  |
|      | 006. Mai       | Deniz Altz          | Sieg     | TKO       | 2/10   | Uber Eats Music Hall Berlin                  | Deutschland     | Kampf um die internationale Deutsche Meisterschaft (BDB) im Cruisergewicht       |
|      | 10. November   | Oliver Althof       | Sieg     | Punktsieg | 10/10  | Weststadthalle, Essen                        | Deutschland     | Verteidigung der internationalen Deutschen Meisterschaft (BDB) im Cruisergewicht |
| 2024 | 25. März       | Lulzim Muaremi      | Sieg     | TKO       | 4/10   | Stanglwirt, Kitzbühel                        | Österreich      | Verteidigung der internationalen Deutschen Meisterschaft (BDB) im Cruisergewicht |